# Morning Way·Home Way號列車
Morning Way（日语：*/?）和Home Way（日语：*/?）號列車是由小田急電鐵（小田急）運行的特急列車。而地下鐵Morning Way（日语：*/?）和地下鐵Home Way（日语：*/?）號列車是由小田急電鐵（小田急）駛入至東京地下鐵（東京Metro）千代田線的特急列車。與其他小田急特急「箱根」和「江之島」一樣，這些列車均使用浪漫特快車輛。

## 概要

### Home Way
「Home Way」於1999年開始行走。截至2007年6月，於黃昏6時以降從新宿站出發的下行特急列車都是使用「Home Way」這個愛稱。在這個時段中，該列車的定位相當於JR的Home Liner（為通勤乘客提供保證有座位的額外收費列車）。此外，在東京地下鐵千代田線的北千住站和大手町站中，從黃昏以後出發而駛入小田急線的特急列車則使用「地下鐵Home Way」這個愛稱。在「Home Way」和「地下鐵Home Way」中，分別設有小田原線上行走，相當於「箱根」、「相模」列車的系統，以及直通至江之島線的「江之島」列車的系統。
曾經設有列車班次會結併小田原線系統和江之島線系統兩抽列車，後來於2012年時間表修正中完全分離。另外曾經設有多摩線系統（直通至多摩線之班次），後來於2016年時間表修正中廢除。

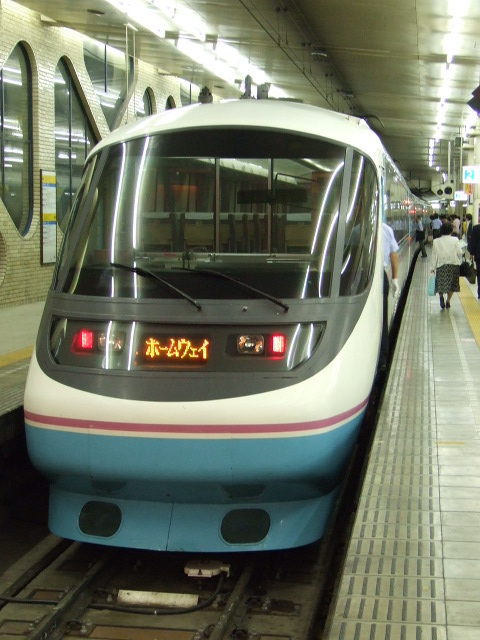
20000形RSE「Home Way」

特別需要留意的是，新宿站平日從晚上6時出發和星期六與假日從晚上7時前出發的小田原線系統列車會駛入箱根湯本站。

#### 停車站
資料截至2021年3月13日：
| 公司名稱        | 東京地下鐵 | 東京地下鐵 | 東京地下鐵 | 東京地下鐵 | 小田急電鐵 | 小田急電鐵   | 小田急電鐵 | 小田急電鐵 | 小田急電鐵 | 小田急電鐵 | 小田急電鐵 | 小田急電鐵 | 小田急電鐵   | 小田急電鐵 | 小田急電鐵 | 小田急電鐵 | 小田急電鐵 | ※        | ※          |
| 路線名稱        | 千代田線   | 千代田線   | 千代田線   | 千代田線   | 小田原線   | 小田原線     | 小田原線   | 小田原線   | 小田原線   | 江之島線   | 江之島線   | 江之島線   | 江之島線     | 小田原線   | 小田原線   | 小田原線   | 小田原線   | ※        | ※          |
| 列車名稱/停車站 | 北千住站   | 大手町站   | 霞關站     | 表參道站   | 新宿站     | 成城學園前站 | 新百合丘站 | 町田站     | 相模大野站 | 相模大野站 | 大和站     | 藤澤站     | 片瀨江之島站 | 海老名站   | 本厚木站   | 秦野站     | 小田原站   | 小田原站 | 箱根湯本站 |
| --------------- | ---------- | ---------- | ---------- | ---------- | ---------- | ------------ | ---------- | ---------- | ---------- | ---------- | ---------- | ---------- | ------------ | ---------- | ---------- | ---------- | ---------- | -------- | ---------- |
| Home Way        |            |            |            |            | ●          | →            | →          | ●          | →          | →          | =          | =          | =            | ◯          | ●          | ○          | ○          | ○        | ○          |
| Home Way        |            |            |            |            | ●          | →            | ●          | →          | ●          | ●          | ●          | ●          | ○            |            |            |            |            |          |            |
| 地下鐵Home Way  | ○          | ●          | ●          | ●          | =          | ◯            | ●          | ●          | →          | →          | =          | =          | =            | ●          | ●          |            |            |          |            |

※…小田原 - 箱根湯本之間為箱根登山鐵道鐵道線
- 圖例

●…所有列車停靠
○…部分列車停靠
→…通過
空格/＝…不途經

### Morning Way
於2018年3月17日開始行走。列車愛稱在2017年7月14日發表，命名為「Morning Way」、「地下鐵Morning Way」。在早上9時30分前到達新宿站、千代田線大手町站的「相模」、「地下鐵相模」和「江之島」列車名稱均變更為「Morning Way」或「地下鐵Morning Way」。這些班次中，原來的7班增加至11班。

#### 停車站
資料截至2021年3月13日：
| 列車名稱/停車站   | 小田原站 | 秦野站 | 本厚木站 | 海老名站 | 片瀨江之島站 | 藤澤站 | 大和站 | 相模大野站 | 相模大野站 | 町田站 | 新百合丘站 | 成城學園前站 | 新宿站 | 表參道站 | 霞關站 | 大手町站 | 北千住站 | 備註             |
| ----------------- | -------- | ------ | -------- | -------- | ------------ | ------ | ------ | ---------- | ---------- | ------ | ---------- | ------------ | ------ | -------- | ------ | -------- | -------- | ---------------- |
| Morning Way       | ○        | ●      | ●        | ●        | =            | =      | =      | →          | →          | →      | →          | →            | ●      |          |        |          |          | 只限平日         |
| Morning Way       | ○        | ○      | ●        | ○        | =            | =      | =      | →          | →          | ●      | →          | →            | ●      |          |        |          |          |                  |
| Morning Way       | ○        | ○      | ●        | →        | =            | =      | =      | ●          | ●          | →      | ●          | →            | ●      |          |        |          |          | 只限星期六及假日 |
| Morning Way       |          |        |          |          |              |        |        | ●          | ●          | ●      | ●          | →            | ●      |          |        |          |          |                  |
| Morning Way       |          |        |          |          | ◯            | ●      | ●      | ●          | ●          | →      | ◯          | →            | ●      |          |        |          |          |                  |
| 地下鐵Morning Way |          |        | ●        | ●        | =            | =      | =      | →          | →          | ●      | ◯          | ◯            | =      | ●        | ●      | ●        | ●        |                  |

- 圖例

●…所有列車停靠
○…部分列車停靠
→…通過
空格/＝…不途經

## 車輛

### 現時使用車輛
- 30000形「EXE」「EXEα」
- 50000形「VSE」
- 60000形「MSE」
- 70000形「GSE」

50000形「VSE」由於車務關係，原則上不會行走Home Way班次，但是在2016年3月26日時間表修正後，開始行走前往藤澤的班次。在過去（2010年），曾經由於7000形「LSE」和10000形「HiSE」需要進行緊急車輛檢査，50000形「VSE」便代行「Home Way」。另外關於70000形「GSE」，於2018年3月17日小田急時間表修正起，於該列車開始營運時也安排班次行走「Home Way」。此外，直通至東京地下鐵千代田線的「地下鐵Home Way」和「地下鐵Morning Way」只會使用60000形「MSE」，這是由於只有該列車可駛過地下鐵區間。

### 過去車輛
- 7000形「LSE」（日语：小田急7000形電車）
- 10000形「HiSE」※
- 20000形「RSE」（日语：小田急20000形電車）※

※在服役時代沒有行走Morning Way班次。

## 歷史

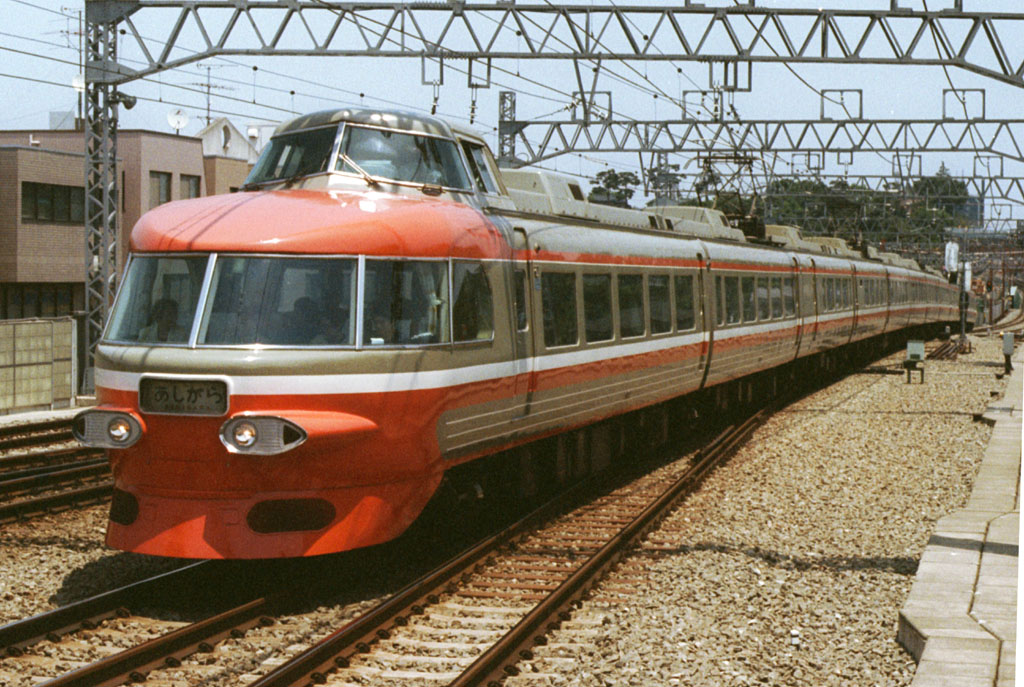
NSE「足柄」

- 1967年（昭和42年）：在早上和黃昏時段開設特急「足柄」，行走於新宿站至新原町田站（現時：町田站）之間。在開設此特急前，小田急特急只是一個前往箱根或江之島之觀光列車，此特急成為首個「設有通勤成份的特急列車」。同時，持有定期票的乘客只需額外購入特急券（日语：特別急行券）便可乘車。成為了全國首個「為了通勤客確保擁有座位的列車」。
- 1991年（平成3年）：上行1班「足柄」加停本厚木站。
- 1995年（平成7年）：把於町田站停站的「足柄」列車改名為「箱根」，把於小田原線不停所有車站的「箱根」改名為「超級箱根」。另外，把從前只停靠町田站的所有「足柄」列車加停本厚木站。
- 1999年（平成11年）：在當時現存的所有特急列車中，於黃昏6時後從新宿站出發的班次愛稱改為「Home Way」。愛稱由公開招募得出。
  - 得票第一位是「Hometown（日语：ホームタウン_(曖昧さ回避)）」。可是，由於JR東日本已經為回家的通勤客開設從東京都中心前往周邊睡城的特急列車班次，這些班次的名稱也使用了「Hometown」，包括「回家城鎮栃木（日语：おはようとちぎ・ホームタウンとちぎ）」、「Hometown細波」和「Hometown若潮」。因此使用了「Home Way」這個名稱，同時小田急電鐵註冊成為商標（商標登錄編號：第4399057號）。
- 2000年（平成12年）：開設行走於新宿站至唐木田站之間的「Home Way」。成為多摩線首次定期特急列車。
- 2003年（平成15年）：開設前往藤澤站的「臨時Home Way」。
- 2004年（平成16年）：前往藤澤站的「臨時Home Way」變成定期列車。另外，江之島線系統的「Home Way」列車號碼與小田原線系統的「Home Way」列車號碼分離。
- 2008年（平成20年）：
  - 開始使用60000形「MSE」。
  - 開設「地下鐵Home Way」。
- 2009年（平成21年）：從新宿到出發的所有小田原線系統班次停靠本厚木站。
- 2010年（平成22年）：首次使用50000形「VSE」行走，當時是為了替7000形「LSE」、10000形「HiSE」代行。
- 2012年（平成24年）
  - 「RSE」、「HiSE」不再行走班次。同時取消「超級座位」設定。
  - 不再於相模大野分割小田原線系統和江之島線系統列車。
  - 假日廢除所有多摩線系統班次。
- 2016年（平成28年）
  - 在晚上6時30分至10時之間的所有小田原線系統班次均前往小田原，每30分鐘一班。
  - 部分小田原線系統「Home Way」停靠海老名站。
  - 增加2班「地下鐵Home Way」班次，於晚上6時時段至10時時段，每小時的20分開設一班，從大手町站前往本厚木。
  - 只剩下平日班次的多摩線系統同日起被取消（包括「地下鐵Home Way」）。
  - 開始正式使用「VSE」。
- 2018年（平成30年）[3]
  - 平日早上新設9班「Morning Way」，2班「地下鐵Morning Way」。
  - 於晚上9時30分至10時00分出發的小田原線系統「Home Way」班次縮短至秦野。
  - 增加1班「Home Way」前往藤澤。江之島線系統所有列車停靠新百合丘站。
  - 新設的「地下鐵Morning Way」停靠海老名站。
  - 開始使用70000形「GSE」。
  - 結束使用7000形「LSE」（日语：小田急7000形電車）。

## 注腳
1. ↑   (PDF) (新闻稿). 小田急電鉄. 2017-07-14  [2017-07-20]. （原始内容存档 (PDF)于2017-07-31） （日语）.
2. ↑   (PDF) (新闻稿). 小田急電鉄. 2017-11-01  [2017-11-02]. （原始内容存档 (PDF)于2019-04-15） （日语）.
3. ↑   (PDF). 小田急電鉄. 2017-11-01  [2017-12-10]. （原始内容存档 (PDF)于2019-04-15） （日语）.

## 外部連結
- Morning Way＆地下鐵Morning Way｜浪漫特快｜小田急電鐵 （页面存档备份，存于）（日語）
- Home Way＆地下鐵Home Way｜浪漫特快｜小田急電鐵 （页面存档备份，存于）（日語）